# Islámská strana

Vlajka strany

Islámská strana (Jamaat-e-Islami) (urdsky: جماعتِ اسلامی) je islamistická politická strana působící v Pákistánu. Vznikla v roce 1941 a je nejstarší náboženskou stranou v zemi. Sesterské organizace strany působí v Indii, Bangladéši a Srí Lance, udržuje "bratrské vztahy" s multinárodní organizací Muslimské bratrstvo. Staví se za islámské zákony, odmítá "západní" kapitalismus a socialismus, podle vlastních slov věří v demokracii v islámu odlišnou od té západní.